# آناستاسیا کووال
آناستاسیا کووال (به انگلیسی: Anastasia Koval) ژیمناست زادهٔ ۶ نوامبر ۱۹۹۲ میلادی اهل کشور اوکراین است.